# 성경 왜곡의 역사
《성경왜곡의 역사》(Misquating Jesus:The Story Behind Who Changed the Bible and Why)는 신약성경의 형성 및 전승역사를 쉽게 설명한 본문비평 입문서이다. 저자는 바트 D.어만(Bart D. Ehrman)미국 노스캐롤라이나 대학교 종교학부 학장이다. 한국어판은 청림출판에서 역간했으며, 성경학자 민경식 박사가 번역했다.

## 차례
- 추천의 글
- 용어해설
- 서론:잃어버린 원문을 찾아서
- 1장_성서의 기원
- 2장_초기 기독교의 필사자들
- 3장_신약성서의 전승과정:편집,사본,이문에 대하여
- 4장_원문을 찾아나선 사람들:본문비평 방법론과 새로운 발견
- 5장_원독문 탐구의 중요성
- 6장_본문을 왜곡시킨 교리적 요소들
- 7장_본문을 왜곡시킨 사회적 요인들
- 8장_성서의 변개는 현재진행형이다.:필사자,저자 그리고 독자
- 주
- 색인

## 같이 보기
- 본문 비평
- 공인본문